# 宽身大眼蟹
宽身大眼蟹（学名：Macrophthalmus dilatatum）为沙蟹科大眼蟹属的动物。分布于朝鲜西岸、日本、台湾岛以及中国大陆的广东、福建、浙江、山东、渤海湾、辽东半岛等地，生活环境为海水，常见穴居于近海或河口的泥滩上。